# Mercedes Sirvén Pérez
Mercedes Sirvén Pérez, född 1872, död 1948, var en kubansk apotekare och frihetshjältinna. Hon blev 1895 Kubas tredje kvinna med farmaceutisk examen, och gjorde sig sedan känd för sitt arbete som organisatör för den kubanska befrielsearméns sjukvård: hon blev den enda av sitt kön att ha tjänstgjort som befälhavare för den kubanska armén under det Kubanska självständighetskriget. 